# Macroderites
Macroderites es un género de coleópteros curculionoideos de la familia Attelabidae. Legalov describió el género en 2003. Habita en Tailandia y Nepal. Esta es la lista de especies que lo componen:
- Macroderites nepalensis Legalov, 2003
- Macroderites orchinensis Legalov, 2007
- Macroderites thailandicus Legalov, 2007